# Carpolèstids
Els carpolèstids (Carpolestidae) és una família de plesiadapiformes semblants a primats que visqueren a Nord-amèrica i Àsia des de mitjans del Paleocè fins a principis de l'Eocè. Es caracteritzen típicament per dues premolars posteriors superiors grosses. Pesaven uns 20-150 g i tenien la mida aproximada d'un ratolí. Tot i que formen part de l'ordre dels plesiadapiformes, que podrien haver originat els primats, els carpolèstids eren massa derivats i especialitzats per ser-ne els avantpassats.